# Air Globe
Air Globe war eine Schweizer Frachtfluggesellschaft mit Sitz in Genf. Die Firma existierte von 1947 bis 1948.

## Geschichte
Nach wenigen Flügen ging Air Globe in Konkurs, da das Transportmonopol von Swissair auf regulären Linien die Ambitionen dieser und anderer Fluglinien zunichtemachte. Alle drei Maschinen wurden im Dezember 1948 an die ägyptische Luftwaffe verkauft.

## Flotte

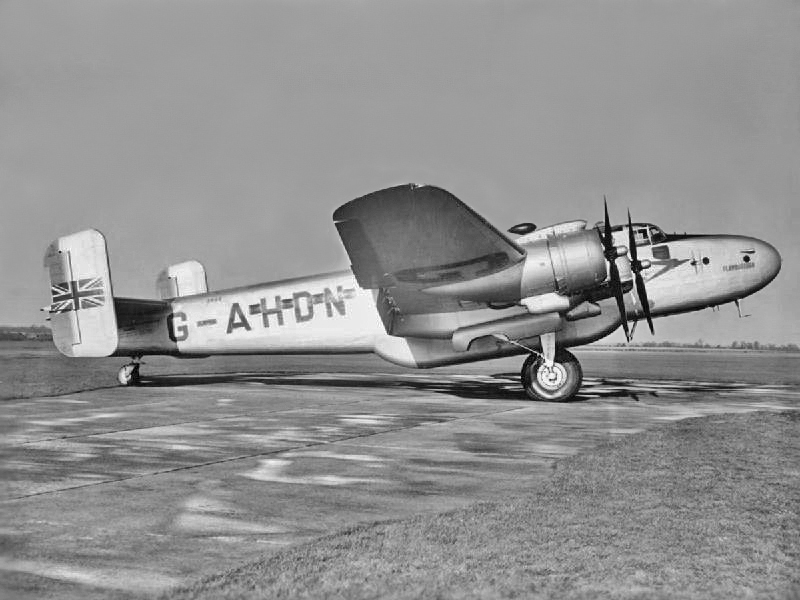
Handley Page Halton in den Farben der British Overseas Airways Corporation

Die Flotte bestand aus drei Handley Page Halifax. Einige dieser britischen viermotorigen Bomber wurden nach dem Zweiten Weltkrieg zu zivilen Transportflugzeugen umgebaut. Teilweise erhielten diese Maschinen den Namen Handley Page Halton. Air Globe hatte vier dieser Maschinen bestellt. Ausgeliefert wurden aber nur drei: HB-AIF, HB-AIK und HB-AIL. Die vierte, nicht ausgelieferte Maschine, wäre die HB-AIM gewesen. Angetrieben waren die Halifax von Air Globe von 14-Zylinder-Sternmotoren Bristol Hercules 100 mit je 1675 PS. Alle drei Maschinen kamen von Payloads Ltd.